# Hermann Knoll (Schachspieler)
Hermann Knoll (* 13. August 1971) ist ein österreichischer Schachspieler. Er trägt die Titel Internationaler Meister der FIDE und Großmeister im Fernschach.

## Leben
Von Beruf ist Hermann Knoll Kaufmännischer Angestellter.

## Erfolge

### Nahschach
2002 wurde er bei der österreichischen Staatsmeisterschaft in Oberpullendorf Zweiter, einen halben Punkt hinter Nikolaus Stanec.
Mannschaftsschach spielt er für den oberösterreichischen Verein Union Ansfelden, mit dem er in den Spielzeiten 2004/05 und 2006/2007 die österreichische Meisterschaft gewinnen konnte. Hermann Knoll spielte dabei jeweils am hinteren Brett, am Spitzenbrett von Ansfelden spielte Zoltán Gyimesi. Mit Union Ansfelden nahm er am European Club Cup 2005 im italienischen Saint-Vincent teil.
Den Titel Internationaler Meister trägt er seit Juni 2007. Die erforderlichen Normen erzielte er bei der österreichischen Staatsmeisterschaft 2002, einem Großmeisterturnier im September 2003 in Ansfelden, in dem er gegen Wolfgang Uhlmann und Eva Moser gewann, sowie beim 15. Wiener Open im August 2006, bei dem er unter anderem den israelischen Großmeister Leonid Gofshtein besiegte. Alle drei Normen erzielte er mit Übererfüllung. Seine Elo-Zahl beträgt 2309 (Stand: März 2022), seine bisher höchste war 2409 von Oktober 2006 bis März 2007.

### Fernschach
Fernschach spielt Hermann Knoll seit 1997. Den Titel Internationaler Meister im Fernschach erhielt er 2003, Großmeister ist er seit 2009. Seine Rating-Zahl im Fernschach liegt bei 2438 (Rating-Liste 3/2012), seine bisher höchste war 2643 im zweiten Halbjahr des Jahres 2005.